# Asteroide di tipo J
Gli asteroidi di tipo J sono asteroidi con classe spettrale simile a meteoriti di diogenite e quindi, presumibilmente, agli strati più profondi della crosta di 4 Vesta.
Il loro spettro è piuttosto simile a quello degli asteroidi di tipo V, ma hanno una banda di assorbimento 1 µm molto forte.
Esempi sono 2442 Corbett, 3869 Norton, 4005 1979 TC2 e 4215 1987 VE1.[1]